# هانس کونگ
هانس کونگ (Hans Küng متولد ۱۹ مارس ۱۹۲۸ – درگذشته ۶ آوریل ۲۰۲۱) کشیش، الهی‌دان و نویسنده کاتولیک سوئیسی بود. وی از سال ۱۹۹۵ رئیس بنیاد اخلاق جهانی بود. وی در سال ۱۹۵۴ به عنوان کشیش کاتولیک سوئیس منصوب شد و در سال ۱۹۶۰ به دانشکده کاتولیک دانشگاه توبینگن پیوست. کونگ هنگام برگزاری شورای دوم واتیکان به عنوان مشاور الهیات خدمت کرد. در سال ۱۹۷۸، پس از آنکه وی در آموزه عصمت پاپ مردود شد، به او اجازه ادامه تدریس به عنوان یک متکلم کاتولیک را ندادند، اما وی به عنوان استاد الهیات بومی در توبینگن ماند تا اینکه با عنوان استاد برجسته در ۱۹۹۶ بازنشسته شد. وی تا زمان مرگ به عنوان یک کشیش کاتولیک باقی ماند.

## جوایز و افتخارات
- جایزه فرهنگ سوئیس ۱۹۹۱[۳]
- جایزه کارل بارت ۱۹۹۲[۴]
- جایزه بنیاد تئودور هوس ۱۹۹۸[۵]
- ۱۹۹۸ مدالیون طلای ادیان از شورای بین‌المللی مسیحیت و یهودیت، لندن[۶]
- ۱۹۹۹ جایزه فدراسیون شهرهای لوتر[۳]
- صلیب فرمانده شوالیه نایب جمهوری فدرال آلمان ۲۰۰۳
- جایزه صلح نیوانو ۲۰۰۵
- مدال ۲۰۰۵ بادن-وورتمبرگ
- جایزه لو کوپلو ۲۰۰۶
- جایزه فرهنگی فراماسونری ۲۰۰۷ آلمان
- ۲۰۰۷ شهروند افتخاری شهر توبینگن[۷]
- افتخار ۲۰۰۸ برای شجاعت مدنی توسط حلقه دوستان هاینریش هاینه (دوسلدورف)
- ۲۰۰۸ مدال طلای اتو هان از انجمن ملل متحد آلمان (DGVN) در برلین، به دلیل «خدمات برجسته به صلح و تفاهم بین‌المللی، به ویژه برای استخدام مثال زدنی خود برای بشریت، مدارا و گفتگوی بین ادیان بزرگ جهان»
- ۲۰۰۹ جایزه آبراهام گایگر از آبراهام-گایگر-کولگ در دانشگاه پوتسدام
- ۲۰۱۷ سیارک ۱۹۰۱۳۹ هانس کونگ که توسط ستاره‌شناس وینچنزو کاسولی در سال ۲۰۰۵ کشف شد، به احترام وی نامگذاری شد.
- استناد رسمی به نامگذاری توسط مرکز سیارات کوچک در ۱۲ مارس ۲۰۱۷ (M.P.C. ۱۰۳۹۷۱) منتشر شد.

## آثار (ترجمه)
- «تاریخ کلیسای کاتولیک»، حسن قنبری (مترجم)
- «ساحت‌های معنوی ادیان جهان: نشانه راه»، حسن قنبری (مترجم)
- «زن در مسیحیت»، ترجمه: حمید بخشنده (مترجم)، طیبه مقدم (مترجم)
- «متفکران بزرگ مسیحی»، گروه مترجمان
- «خدا در اندیشه فیلسوفان غرب»، حسن قنبری (مترجم)
- «هنر زیستن»، حسن قنبری (مترجم)
- «علم و دین (آغاز همه چیز)»، رضا یعقوبی (مترجم)